# Алксніс Яків Іванович
Алксніс Яків Іванович (1897—1938) — радянський військовий діяч латиського походження, командарм 2-го рангу (1935). Депутат Верховної Ради СРСР 1-го скликання.

## Життєпис
Яків Іванович Алксніс народився 14 (26) січня 1897 на хуторі Пакулі Наукшенської волості Ліфляндської губернії.
У березні 1917 був призваний до лав Російської Імператорської Армії. Після закінчення Одеської школи прапорщиків був відправлений на Західний фронт.
1916 вступив до лав РСДРП. Був військкомом Орловської губернії.
З травня 1919 служив у лавах РСЧА. Був комісаром 55-ї стрілецької дивізії. Брав участь у ході розгрому білогвардійських і повстанських загонів в Орловській губернії і козацьких загонів на Дону. Незабаром був призначений на посаду воєнкома Донської області, а в 1920 році — на посаду помічника командувача Орловського військового округу.
1924 закінчив Військову академію ім. М. В. Фрунзе, після чого послідовно призначався на посади помічника начальника організаційно-мобілізаційного управління, начальника і комісара відділу облаштування військ, начальника Управління облаштування та служби військ.
1926 був призначений на посаду заступника начальника ВПС РСЧА. 21 липня 1929 він спільно з льотчиком Віктором Писаренко на літаку Р-5 здійснив безпосадочний переліт з Москви до Севастополя, показавши середню швидкість 233 км/год і подолавши 1300 кілометрів шляху. Наступного дня, 22 липня, вони пролетіли зворотнім маршрутом без посадок.
У листопаді 1929 після навчання в Качинській військовій школі льотчиків Алкснісу було присвоєно звання «військовий льотчик». Надалі Алксніс неодноразово вилітав з перевірками у військові частини, пілотуючи літак самостійно.
1931 був призначений на посаду командувача ВПС РСЧА, ставши членом Революційної військової ради СРСР. Незабаром став також членом Військової Ради Народного комісаріату оборони.
У листопаді 1932 запропонував встановити День авіації з «метою популяризації цивільної та військової авіації в масах». РНК СРСР ухвалив проводити святкування Дня авіації щорічно 18 серпня.
У грудні 1937 був призначений на посаду заступника народного комісара оборони з авіації.
Брав участь у проведенні репресій в РСЧА. Входив до складу Спеціальної судової присутності, яка 11 червня 1937 засудила до страти групу воєначальників на чолі з Тухачевським.

### Арешт та страта
23 листопада 1937 був знятий з усіх посад, виключений з лав ВКП(б) і заарештований. Військовою колегією Верховного суду СРСР 28 липня 1938 за звинуваченням в участі у військовій змові засуджений до розстрілу. Вирок приведений у виконання 29 липня 1938 на Комунарському полігоні.
Ухвалою Військової колегії від 1 лютого 1956 Яків Іванович Алксніс був реабілітований.